# Волково (Петушинский район)
Волково — деревня в Петушинском районе Владимирской области России, входит в состав Пекшинского сельского поселения.

## География
Деревня расположена на берегу речки Нергель в 14 км на север от центра поселения деревни Пекша и в 33 км на северо-восток от райцентра города Петушки.

## История
По писцовым книгам 1637 года деревня Волково значилась в Матренинской волости.
В конце XIX — начале XX века деревня входила в состав Воронцовской волости Покровского уезда, с 1924 года — в составе Болдинской волости Владимирского уезда. В 1859 году в деревне числилось 12 дворов, в 1905 году — 25 дворов, в 1926 году — 28 дворов.
С 1929 года деревня являлась центром Волковского сельсовета Собинского района, с 1940 года — в составе Ларионовского сельсовета, с 1945 года — в составе Петушинского района, с 2005 года — в составе Пекшинского сельского поселения.

## Население
| 1859 | 1905 | 1926 |
| ---- | ---- | ---- |
| 92   | 172  | 100  |

| 1859 | 1905 | 1926 | 2002 | 2010 | 2021 |
| ---- | ---- | ---- | ---- | ---- | ---- |
| 92   | ↗172 | ↘100 | ↘9   | →9   | ↘7   |